# Incidente del Canal de Corfú
Los incidentes del Canal de Corfú fueron tres sucesos distintos que involucraron a barcos de la Royal Navy en el Canal de Corfú, que tuvieron lugar en 1946 y que se consideran como uno de los primeros episodios de la Guerra Fría. Durante el primer incidente, los buques de la Marina Real Británica fueron atacados desde fortificaciones albanesas. En el segundo incidente los barcos británicos chocaron con minas; el tercero se produjo cuando la Royal Navy llevó a cabo una operación de eliminación de minas en el Canal de Corfú, pero en aguas territoriales albanesas, lo que suscitó una queja formal de Albania ante las Naciones Unidas.
Esta serie de incidentes originó el caso del Canal de Corfú, en el que el Reino Unido presentó una demanda contra la República Popular de Albania a la Corte Internacional de Justicia. La Corte dictó una decisión en virtud de la cual Albania debería pagar £ 844 000 al Reino Unido. Debido a estos incidentes, el Reino Unido rompió las conversaciones con Albania destinadas a establecer relaciones diplomáticas entre los dos países en 1946. Las relaciones diplomáticas solamente se reanudaron en 1991.

## Antecedentes
El Incidente del Canal de Corfú fue un caso reconocido, el primero ante la Corte Internacional de Justicia cuatro meses después de la aprobación de la Declaración Universal de los Derechos Humanos, en 1946. Así como este dio origen al Principio de Consideraciones Elementales de Humanidad, el cual busca que se respete la vida y la integridad de las personas. 

Ésta es la primera regla internacional en materia de derechos humanos creada judicialmente, y es también la regla más básica y universal en esta materia. Sobre ella se asientan en la actualidad, todas las normas protectoras de los derechos humanos en el mundo.

Ahora bien, respecto al presente caso, el Reino Unido y la República Popular de Albania fueron los estados involucrados. Este incidente tuvo lugar durante los inicios de la Guerra Fría e incluso poco después del fin de la Segunda Guerra Mundial. La República de Albania era un estado socialista, mientras que el Reino Unido lo era capitalista, por lo que había rivalidad e inconformidad mutua entre ambos Estados. El Estado de Albania contaba con varias minas en el Estrecho de Corfú las cuales fueron colocadas durante la Segunda Guerra Mundial. Dicho canal dentro del Estrecho era considerado seguro, ya que en 1944 hubo una limpieza de minas y posteriormente su limpieza fue verificada en 1945.
Previo a los hechos que incitaron este caso, el 15 de mayo de 1946 una batería albanesa disparó contra dos cruceros británicos. El gobierno del Reino Unido protestó dicho incidente, alegando que era un derecho reconocido por el Derecho Internacional el paso inocente por ese territorio. El gobierno de Albania respondió que los cruceros mercantes y de guerra debían pedir previa autorización a la República de Albania, por lo que Reino Unido replicó que si se volvía a abrir fuego contra buques británicos, estos responderían.

## Hechos

Plano del Canal de Corfú

El 22 de mayo de 1947, el Gobierno del Reino Unido de Gran Bretaña e Irlanda del Norte promovió un procedimiento contra el gobierno de la República Popular de Albania ante la Corte Internacional de Justicia. Esto se tomó como fondo del asunto que el 22 de octubre de 1946 al ir navegando por el Canal de Corfú, dos destructores británicos, chocaron con minas ya instaladas en aguas territoriales de Albania, la cual ocasionó daños considerables a los buques, así como la pérdida de varias vidas humanas.
El gobierno de Albania ante el emplazamiento, contestó que al no ser miembro de la Declaración de las Naciones Unidas, no se obligaba a responder al debate, a la vez de realizar una serie de argumentaciones a título de excepción. Lo anterior, teniendo como fundamento el Artículo 25 de la Carta de las Naciones Unidas, en donde bajo la normativa de que a contrario sensu, por no ser miembro de la ONU no estaban obligados a cumplir con las decisiones del Consejo de Seguridad.
Por otro lado, se emitieron tres sentencias de la Corte. En primer lugar, el 15 de mayo de 1946 en el canal de Corfú, dos barcos de guerra británicos, el Orion y el Superb, sufrieron de explosiones de minas, donde se produjeron daños a barcos y se provocó el fallecimiento de miembros de tripulación de los barcos británicos. En consecuencia a este hecho, Reino Unido emitió una demanda contra Albania, declarando que este país fue el responsable de colocar o permitir que un tercer estado colocara las minas después de haber realizado operaciones de remoción de minas por parte de las autoridades navales aliadas.
El 25 de marzo de 1948, hubo un primer fallo en el que la Corte determinó que existía una comunicación en la fecha 2 de julio de 1947 y que ésta aceptaba voluntariamente la jurisdicción. En su fallo se rechazó la excepción de Albania y fijó los plazos para el subsiguiente procedimiento sobre el fondo del asunto. El fallo fue dictado por 15 votos contra 1.
Por segunda ocasión, en 1949 se dictó una sentencia, señalando que Albania era quien ocasionó voluntariamente las explosiones en sus propias aguas y se determinó como responsable sobre aquellos daños que las mismas explosiones habían ocasionado. Se presentó una reconvención contra el Reino Unido, esto con base a que existió una afectación la soberanía de Albania, en la cual se acusó a Reino Unido de haber realizado operaciones de barrido de minas después de las explosiones y de haber enviado buques de guerra. Dicha reconvención fue rechazada bajo el argumento de paso de inocencia ante estrechos internacionales.
Finalmente, se determinó que el Reino Unido había afectado la soberanía de Albania, pues hizo uso de recursos y acciones propias sin conocimiento del gobierno albanés. El 15 de diciembre de 1949, la corte determinó que Albania debía pagar a Reino Unido una suma de 843.947 libras esterlinas en calidad de reparación de daños.

## Pretensión de ambas partes (Reino Unido VS. República Popular de Albania)
Respecto a la alegación por la que ambos Estados fueron sometidos a la Corte Internacional de Justicia se debió en primer lugar, a la declaración del Reino Unido. Lo anterior, debido a que en cuanto a que los hechos acontecidos el 22 de octubre de 1946, alegaron que Albania debía ser considerado responsable por haber violado, por medio de aquel ataque, el principio del paso inocente a través de los estrechos marítimos a todos los buques, cualesquiera que fuese su nacionalidad del Derecho Internacional.
Mientras que Albania, por su parte, declaró que su disposición consistía en la solicitud de un permiso de autorización de tránsito para todos los buques extranjeros, sean de guerra o mercantes, previo a su llegada a las aguas territoriales albanesas, como lo es el estrecho de Corfú. Así como el Reino Unido alegó la conveniencia de Albania al haber permitido el tendido de las minas por buques de guerra yugoslavos, a través de la petición o por medio de su aquiescencia. Considera que dicha acción fue ejecutada entre las fechas del 15 de mayo de 1946 y la fecha de la explosión. Pero, a pesar de eso, la Corte desaprueba esta acusación bajo el argumento de que no existen pruebas para llegar a tal conclusión.
Sin embargo, Reino Unido alegó también que pese a quien fuera el autor del tendido de las minas, ésta no pudo haberse efectuado, sino a través del conocimiento y permiso de Albania. De cualquier modo, este hecho no implica la responsabilidad prima facie, ni el desplazamiento de la carga de la prueba. Por su parte, Albania tuvo como pretensión el hacer mención que en cuanto al sometimiento del paso de buques a una autorización previa, se opone al principio general admitido. Lo anterior, ya que al encontrarse en tiempos de paz, los Estados tienen el derecho al tránsito libre de sus buques de guerra por los estrechos, los cuales sirven para los efectos de la navegación internacional para comunicar dos partes de la alta mar, siempre y cuando el paso sea inocente.  Ante esto, Albania niega que el paso efectuado el 22 de octubre haya sido efectuado de manera inocente por parte de los buques de guerra del Reino Unido. 
Es debido a lo anterior, que se alega que se trataba de una misión política, en la cual las modalidades de ejecución, es decir el número de buques; la formación que mantenían; el armamento con el que cargaban; las maniobras que se realizaban, entre otros, indicaba claramente que se tenía la intención de intimidar.
Albania, sin negar que el Canal de Corfú sea geográficamente un estrecho, destacó que no es considerada como una vía marítima internacional, por lo que sólo tiene importancia secundaria. Es decir, no es una ruta donde necesariamente se deba seguir entre dos partes de la alta mar y este sólo se utiliza para el tráfico local.
En cuanto a la operación llevada a cabo por el Reino Unido los días 12 y 13 de octubre para remover las minas encontradas bajo las aguas en territorio albanés, Albania expresa que en la operación no se recabó su consentimiento, pues fue ejecutada contra la voluntad que fue claramente expresada por el Gobierno de Albania, por lo que no se recaba el consentimiento de las organizaciones internacionales en cuanto a la limpieza de minas, ni puede justificarse como ejercicio del derecho del paso inocente. Por ello, declara que fue violada su soberanía.
Para ello, el Reino Unido manifiesta que su objeto en la realización de estas acciones consistía en apoderarse rápidamente de las minas por el temor de que fueran retiradas por los mismos autores de su tendido, o por las autoridades albanesas y su posible incompetencia. Esto indicaría que, de no ser administrado por el Reino Unido, la retirada de las minas sería de una aplicación particular de la teoría de intervención (por los autores de su tendido), o bien de un procedimiento de autoprotección o self help (por parte del Estado de Albania).
Por otro lado, Gran Bretaña sostiene que la operación era de extrema urgencia y que se consideró autorizada al llevarla a cabo sin consentimiento alguno. También, sostiene que era necesario recoger los corpora deliciti para evitar que las pruebas desaparecieran. Lo anterior, ya que declaró que su acción constituía en una aplicación nueva y especial de la teoría de la intervención, mediante la cual el Estado que interviene asegura que el territorio de otro Estado interviniente actuaría para someterlos a la justicia internacional.
En su última réplica oral, Gran Bretaña solicitó a la Corte que la reparación albanesa se constituya en una indemnización elevada a £843.947 libras esterlinas. Para esto, Albania contestó que según el compromiso especial, la Corte carece de competencia para fijar el monto de la reparación. A comparación de la Corte, quien estima que cuenta con la competencia para fijar el monto de la reparación.

## Competencia de la Corte
Posterior a que el Reino Unido llevara a cabo la operación de retirar las minas restantes sin autorización del Estado de Albania, este último notificó vía telegrama a la Organización de las Naciones Unidas, con la intención de reclamar una intromisión en su territorio costero. Tras su operación de limpieza de minas, la Royal Navy encontró suficiente evidencia de que estas habían sido colocadas recientemente y de forma estratégica, por lo que, remitió el caso ante el Consejo de Seguridad de la ONU, quienes hicieron la recomendación de llevarlo frente a la Corte Internacional de Justicia.
El juicio dio inicio sin saber aún con certeza si la Corte conocería de este caso o no, dado que aunque Reino Unido admitió la jurisdicción del mismo, Albania lo había objetado. Finalmente, la Corte determinó que sí era competente para conocer del caso, esto con base a una comunicación que el Estado de Albania había hecho llegar al Estado Británico el 2 de julio de 1947.
La Corte estableció que esta comunicación, deliberada o consensuadamente, otorgaba la jurisdicción en el caso a la Corte. Cabe acotar que en el caso de Derechos Humanos, esto ha sido de gran ayuda en la búsqueda de salvaguardar y desarrollarlos. Para esto, la Corte hizo uso de expertos en inteligencia pertenecientes a la marina de varias nacionalidades, tanto como peritos y varios testigos, para poder llegar a una sentencia.
Por su parte, es de precisar que Albania rechazó la competencia de la Corte Internacional de Justicia, argumentando que se requería una recomendación del Consejo de Seguridad. Sin embargo, la misma Corte hizo referencia a que Albania le había enviado un comunicado al gobierno británico en fecha 2 de junio de 1947, donde le informaba la aceptación de la competencia de la Corte. Por ello, la Corte declaró ser competente puesto que ya existía una voluntad por escrito de la República de Albania.

## Decisión de la Corte
Conforme a la resolución con fecha 3 de diciembre de 1948, la Corte determinó que la Organización tiene capacidad jurídica para presentar una reclamación internacional, independientemente si el Estado responsable es Miembro de la ONU o no. De la misma manera, en dado caso de que se requiera de la reparación del daño causado a su agente, dicha organización no puede hacerlo más que basándose en el incumplimiento de obligaciones contraídas respecto a ellas. De esto, solo podrá haber conflicto a resolver entre la acción que interponga las Naciones Unidas, y los derechos que pueda tener el Estado de que la víctima es nacional.
Otro de los aspectos de la resolución, es que la Organización de las Naciones Unidas se declaró competente para entablar una reclamación por los daños causados en favor de la víctima o sus causahabientes. Asimismo, no importa que el Estado responsable no pertenezca a la ONU, puesto que esta organización tiene la potestad de exigir la reparación del daño en representación de la víctima, aún y cuando no sea connacional del Estado responsable.
Dicho esto, la Corte declaró que Albania resultó ser responsable conforme el Derecho Internacional de las explosiones ocurridas el 22 de octubre de 1946 en sus aguas territoriales por los daños y pérdidas de vidas humanas, resultando en perjuicio del Reino Unido.  Además, si bien, la Corte concluyó que era competente para fijar la cuantía de indemnización, en ese momento no se encontraba en condiciones de hacerlo, puesto que carecía de cierta información. Por su parte, Albania, considerando que la Corte no era competente para determinar la cuantía de la indemnización decidió no continuar en la secuencia del procedimiento.
Aun así, la Corte solicitó dos peritos para determinar los daños ocasionados a los destructores, a la vez que dicha Corte estableció en su fallo la competencia del 9 de abril de ese año, independientemente del abandono en el procedimiento por parte de Albania, puesto que decretó su competencia y por lo tanto, resolución en rebeldía.  Por consiguiente, previo a determinar los daños a los destructores, así como las muertes y lesiones sufridas al personal respectivo, la Corte resolvió que como reparación del daño, Albania se condenaba a pagar al Reino Unido una indemnización por la cantidad de £843,947 libras esterlinas.